# КК Црвена звезда сезона 1989/90.
Сезона 1989/90. КК Црвена звезда обухвата све резултате и остале информације везане за наступ Црвене звезде у сезони 1992/93. и то у првенству Југославије као и националном купу.

## Тим
| бр     | бр     | Позиција      | Име               | Националност                                     | Напомене |
| ------ | ------ | ------------- | ----------------- | ------------------------------------------------ | -------- |
| 4      | 4      | плејмејкер    | Срђан Дабић       | Социјалистичка Федеративна Република Југославија |          |
| 6      | 6      | бек           | Слободан Николић  | Социјалистичка Федеративна Република Југославија |          |
| 7      | 7      | центар        | Александар Гилић  | Социјалистичка Федеративна Република Југославија |          |
| 8      | 8      | крило         | Слободан Јанковић | Социјалистичка Федеративна Република Југославија |          |
| 9      | 9      | центар        | Зоран Јовановић   | Социјалистичка Федеративна Република Југославија |          |
| 10     | 10     | центар        | Растко Цветковић  | Социјалистичка Федеративна Република Југославија |          |
| 11     | 11     | плејмејкер    | Зоран Радовић     | Социјалистичка Федеративна Република Југославија |          |
| 12     | 12     | крилни центар | Иво Петовић       | Социјалистичка Федеративна Република Југославија |          |
| 14     | 14     | крило         | Саша Васић        | Социјалистичка Федеративна Република Југославија |          |
| 15     | 15     | крило         | Часлав Трифуновић | Социјалистичка Федеративна Република Југославија |          |
|        |        | крило         | Мирко Павловић    | Социјалистичка Федеративна Република Југославија |          |
|        |        | центар        | Млађан Шилобад    | Социјалистичка Федеративна Република Југославија |          |
|        |        |               | Драган Алексић    | Социјалистичка Федеративна Република Југославија |          |
| Тренер | Тренер | Тренер        | Зоран Славнић     | Социјалистичка Федеративна Република Југославија |          |

## Промене у саставу
| - Слободан Николић (из Војводина) - Драган Тарлаћ (из Војводина) | - Стеван Караџић (у Градине) - Зуфер Авдија (у Градине) - Предраг Богосављев (у Вавеј) - Небојша Илић (у ЈНА) - Саша Обрадовић (у ЈНА) - Слободан Каличанин (у ЈНА) |

## Лига Југославије
|     | Тим                    | Игр. | Поб. | Нер. | Изг. | П+   | П-   | П+/- | Бод |
| --- | ---------------------- | ---- | ---- | ---- | ---- | ---- | ---- | ---- | --- |
| 1.  | Југопластика Сплит     | 22   | 19   | 0    | 3    | 2118 | 1734 |      | 41  |
| 2.  | Црвена звезда Београд  | 22   | 17   | 0    | 5    | 2026 | 1961 |      | 39  |
| 3.  | Задар                  | 22   | 13   | 0    | 9    | 1999 | 1873 |      | 35  |
| 4.  | Цибона Загреб          | 22   | 13   | 0    | 9    | 2114 | 1968 |      | 35  |
| 5.  | Војводина Нови Сад     | 22   | 12   | 0    | 10   | 1851 | 1851 |      | 34  |
| 6.  | Босна Сарајево         | 22   | 12   | 0    | 10   | 1922 | 1888 |      | 34  |
| 7.  | Смелт Олимпија Љубљана | 22   | 10   | 0    | 12   | 1950 | 1929 |      | 33  |
| 8.  | Партизан Београд       | 22   | 9    | 0    | 13   | 1872 | 1968 |      | 31  |
| 9.  | Нови Загреб            | 22   | 8    | 0    | 14   | 1737 | 1808 |      | 30  |
| 10. | ИМТ Београд            | 22   | 7    | 0    | 15   | 1814 | 1976 |      | 29  |
| 11. | Слобода Дита Тузла     | 22   | 7    | 0    | 15   | 1796 | 1990 |      | 29  |
| 12. | Зорка Шабац            | 22   | 5    | 0    | 17   | 1844 | 2008 |      | 27  |

Легенда:

### Плеј-оф
1. Југопластика - Црвена звезда 	98:70
2. Црвена звезда - Југопластика 	69:67
3. Црвена звезда - Југопластика 	63:93
4. Југопластика - Црвена звезда 	113:91